# Замок Коллистон
Коллистон (англ. Colliston Castle) — средневековый замок, который расположен недалеко от Арброта в Шотландии, был построен в 1545 году кардиналом Битоном, аббатом аббатства Арброта. Башни у постройки были Z-плана, которые со временем изменили и расширили в XIX и XX веках. Замок в настоящее время сдаётся в аренду для проведения свадебных торжеств и вечеринок.

## История
Имение было отдано Джону Гатри и его супруге Изабелле Огилви, кардиналом Дэвидом Битоном, аббатом Арброта и архиепископом Сент-Андрюс (Сент-Эндрюс) — 25 июля 1545 года. Долгосрочным партнером Дэвида Битона более двадцати лет была Марион Огилви, и вполне вероятно, Изабелла была их дочерью.
В 1684 году — сэр Генри Гатри продал имение человеку с фамилией Гордон.
До 1721 года Джордж Чаплин владел замком Коллистон, но вскоре новым владельцем поместья стал его племянник Джордж Робертсон Чаплин из Аухенгрей, а затем Джордж Чаплин, доктор медицины.
В 1920 году  Адамс Пиблс-Чаплин продал его Ричарду (Дики) Брюсу. Он установил оружейный шкаф, вместо кухонного камина в западной башне. И со временем эта комната стала оружейной комнатой. В 1929 году Дикки Брюс был найден мертвым в зале с ружьем возле него. После смерти мужа его жена вышла замуж за местного адвоката Арброта. Спустя несколько лет она продала замок капитану Альфреду Ноксу.

## Описание
Оригинальная часть Z-плана замка Коллистона была возведена в 1583 году. Она состоит из основного блока с двумя круглыми башнями, выступающими в противоположных углах, и башни лестницы, поднимающейся в одном из уголков ещё одного входа между основным блоком и башней. 
Эта башня (в которой также находится вход в замок) завёрнута вверх, чтобы сформировать остроконечную часовню. Замок также снабжен широкими стрелковыми петлями и круглыми отверстиями для защиты. Крыша и весь верхний этаж были переделаны несколько раз, и не являются оригинальными.